# Berry Hill (Tennessee)
Berry Hill – miasto w Stanach Zjednoczonych, w stanie Tennessee, w hrabstwie Davidson.